# Agabus maderensis
Agabus maderensis är en skalbaggsart som beskrevs av Thomas Vernon Wollaston 1854. Agabus maderensis ingår i släktet Agabus och familjen dykare. Inga underarter finns listade i Catalogue of Life.